# Mimosa quitensis
Mimosa quitensis es una especie de arbusto en la familia de las fabáceas. Se encuentra en Ecuador y Colombia. 

## Taxonomía
Mimosa quitensis fue descrita por George Bentham  y publicado en Journal of Botany, being a second series of the Botanical Miscellany 4(32): 408–409. 1842.